# Louis François Antoine Arbogast
Louis François Antoine Arbogast (Mutzig, 4 de outubro de 1759 – Estrasburgo, 18 de abril de 1803) foi um matemático e político francês.
Especialista em cálculo diferencial, desenvolveu o conceito de função descontínua e descreveu o fatorial. Foi reitor da Universidade de Estrasburgo, professor da École Polytechnique, tendo sido eleito deputado pelo Baixo Reno na Convenção Nacional de 1792.